# Йебер-Бергфриден
Йебер-Бергфриден (нем. Jeber-Bergfrieden) — деревня в Германии, в земле Саксония-Анхальт. Входит в состав города Косвиг (Анхальт) района Анхальт-Цербст. 
Население составляет 641 человек (на 31 декабря 2006 года). Занимает площадь 16,29 км².
Населённый пункт образовался в результате объединения деревень Йебер и Бергфриден. До 2009 года имел статус общины (коммуны). 1 июля 2009 года вошёл в состав города Косвиг (Анхальт). Последним бургомистром общины был Курт Шрётер.